# Ring Up the Curtain
Ring Up the Curtain er en amerikansk stumfilm fra 1919.

## Medvirkende
- Harold Lloyd
- Bebe Daniels
- Snub Pollard
- Bud Jamison
- Noah Young